# Cenotafio di Ludovico il Moro e Beatrice d'Este
Il Cenotafio di Ludovico il Moro e Beatrice d'Este è un gruppo scultoreo in marmo di Carrara composto dalle due statue giacenti dei duchi di Milano, oggi conservato nella Certosa di Pavia. Opera dello scultore Cristoforo Solari detto "il Gobbo" e realizzato nel triennio 1497-1499, esso avrebbe dovuto fungere da coperchio per il sepolcro degli stessi duchi, ma non fu mai utilizzato e rimase incompiuto.

## Storia
Nella notte tra il 2 e il 3 gennaio 1497 la duchessa Beatrice d'Este morì a causa di un parto prematuro. Sconvolto dalla perdita dell'amatissima sposa, il duca Ludovico il Moro commissionava già pochi giorni dopo a Cristoforo Solari un magnifico monumento funebre che avrebbe dovuto ospitare le loro spoglie mortali, dichiarando che «piacendo a Dio avrebbe un giorno riposato accanto a sua moglie fino alla fine del mondo». Nell'aprile incaricò Battista Sfrondato di comprare a Venezia i marmi di Carrara - il marmo più pregiato al mondo - per dare opera alla fabbrica designata nella Chiesa di Santa Maria delle Grazie, da lui elevata a mausoleo della famiglia Sforza.

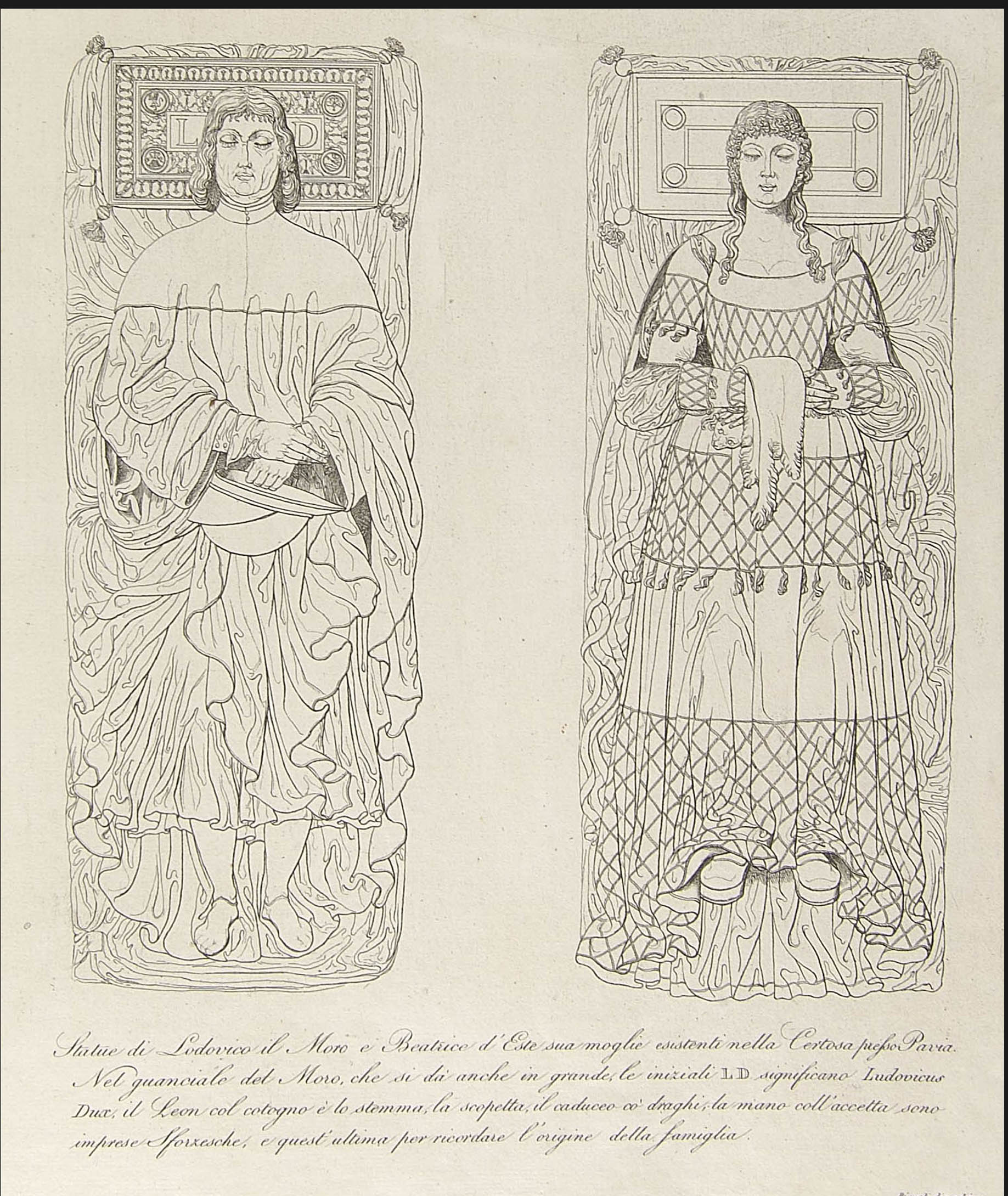
Il Cenotafio in una stampa antica.

Simbolo di unione coniugale perpetua, il sepolcro è uno dei pochi esempi, in Italia, di tomba doppia appositamente pensata per coniugi. Nell'ambito dei provvedimenti celebrativi attuati dal Moro e volti a decretare l'apoteosi della consorte, esso rappresenta una innovazione iconografica di grande significato, che indica la precisa volontà di porre sé e la moglie come i legittimi detentori del potere e rifondatori della dinastia, al pari delle altre grandi monarchie europee. Il fatto poi che il Moro si fosse fatto raffigurare morto mentre era ancora in vita, cosa assai insolita per quei tempi, esprime il fatto che la morte della moglie lo avesse ormai privato di ogni ragione di vita.
Il monumento fu disegnato, secondo Giorgio Vasari, da Gian Giacomo della Porta, da non confondersi con l'omonimo scultore della generazione successiva. Costò ben 15.000 scudi d'oro ma, a causa della conquista francese del ducato, rimase incompiuto, come si può notare dal cuscino non decorato della duchessa Beatrice, e dalla sua stessa acconciatura appena sbozzata. Tuttavia era già in gran parte eretto nell'abside della chiesa. In seguito alle disposizioni del Concilio di Trento sulle sepolture (1564), a causa dell'eccessivo zelo del cardinale Borromeo, esso venne scomposto e in gran parte disperso. Solamente il coperchio con le statue funebri, per la pietà dei monaci certosini, venne salvato, e acquistato da Oldrado Lampugnano per l'esigua somma di 38 scudi, fu trasferito vuoto alla Certosa di Pavia, dove tutt'oggi si trova.

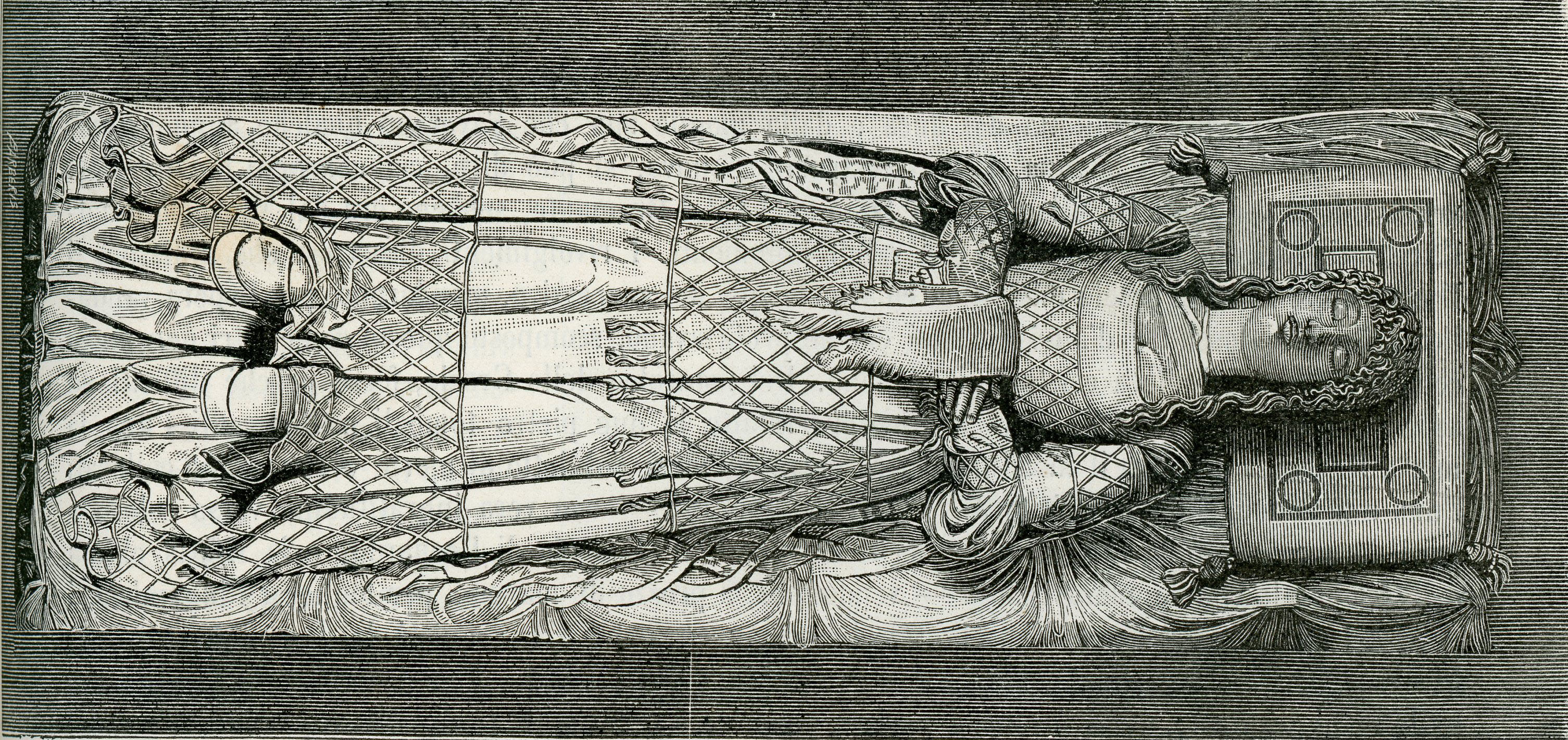
La pietra tombale di Beatrice d’Este in una xilografia di Giuseppe Barberis.

In base alle ricerche compiute da Luca Beltrami, per molti secoli le due statue vennero tenute separate, in posizione innaturale, ossia incastrate verticalmente nel muro dell'abside trasversale della Certosa. Tra il 1819 e il 1836 si pensò di posizionarle in orizzontale, ma su due distinti e alti basamenti di marmo rosso venato. Soltanto grazie all'intervento dello stesso Beltrami, nel 1890, le statue furono infine ricongiunte sopra un unico basamento in marmo rosso più basso: così si poté finalmente apprezzare la resa realistica dei ritratti, dalla quale emerge perfino la notevole differenza d'altezza fra i due coniugi.
Diversamente da quanto sostiene Luca Beltrami, tuttavia, nella Historia sagra intitolata Mare Oceano di tutte le religioni del mondo di Silvestro Maruli, pubblicata nel 1613, troviamo scritto: "vicino al sepolcro del detto Duca Giovanni Galeazzo alla parte de' piedi vi è la statua di Lodovico il Moro Duca di Milano, similmente di tutto rilevo, che giace disteso in terra; alla parte del capo vi sta giacendo anchora nel suolo Beatrice sua moglie Duchessa, di rilevo in candido marmo scolpiti".

## Descrizione
I due coniugi sono scolpiti l'uno di fianco all'altro, in una sorta di morte ideale che li coglie nello stesso momento e che ricorda più un sonno beato. Sul fianco sinistro il duca Ludovico, avvolto in un'ampia sopravveste dalle numerose pieghe, dalla quale emergono le maniche e il collo del farsetto, trattiene con la mano sinistra la berretta ducale. Il capo, con la tipica acconciatura del periodo con frangia a scalare, poggia su un cuscino riccamente decorato con le imprese sforzesche.
Sul fianco destro la duchessa Beatrice indossa una camora aderente con raffinato ricamo a rete, dalla quale emergono gli sbuffi della camicia sottostante. Le mani sono avvolte in un manicotto di zibetto, una delle mode da lei lanciate, mentre ai piedi indossa un paio di pianelle. I capelli sono acconciati nel tipico coazzone, con la frangia di corti riccioli - adottata poco prima della morte - e due ciocche più lunghe che scendono fino al petto. Proprio il dettaglio della scuffia appena sbozzata ai lati del capo, nonché del cuscino privo di decorazioni, rivela che la scultura rimase incompiuta.
(Gustave Clausse, Béatrix d'Este duchesse de Milan,  Erneste Leroux Editeur, 1907, p. 53.)

## Galleria d'immagini

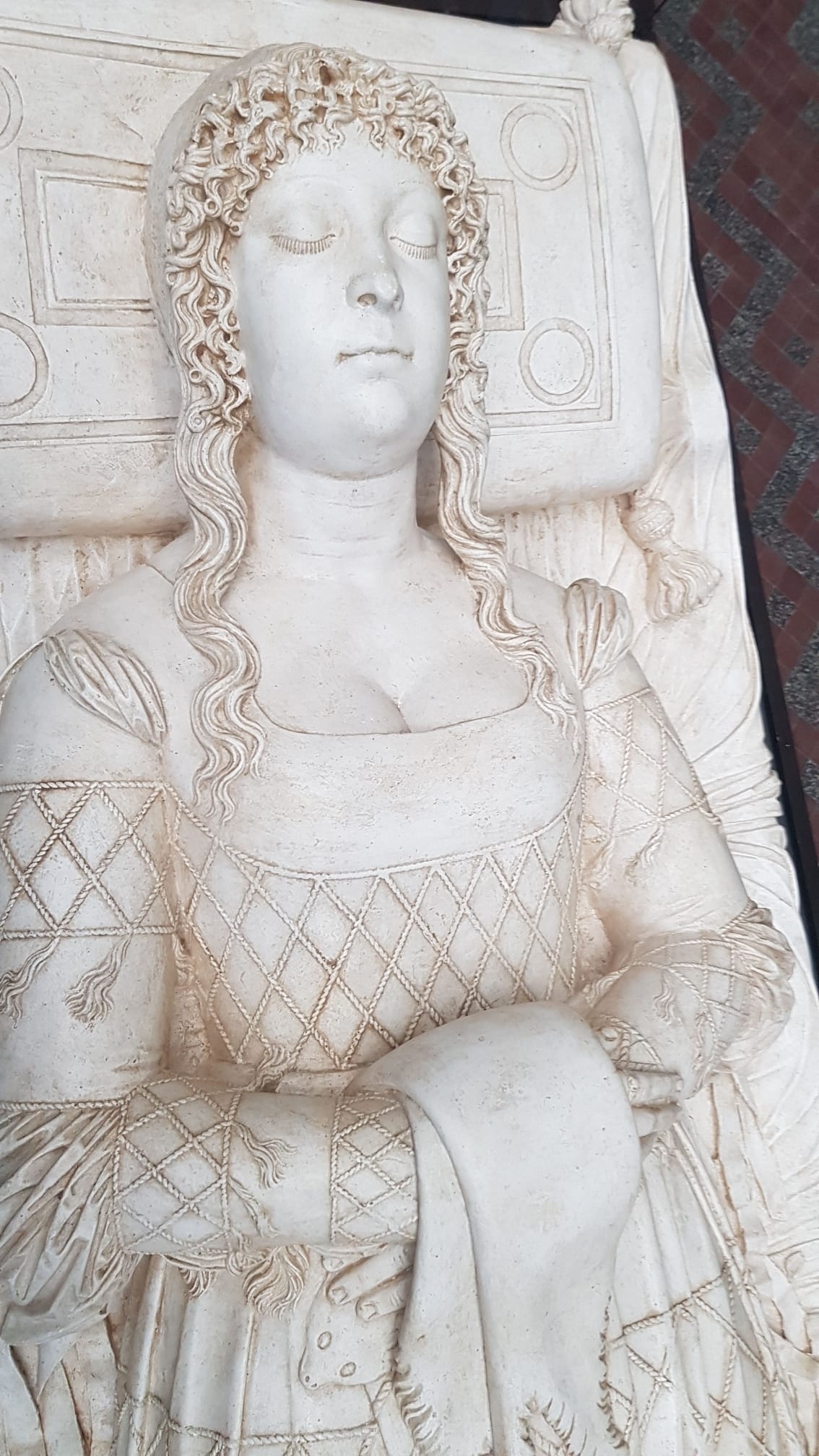
Il cenotafio: calco del Victoria and Albert Museum.
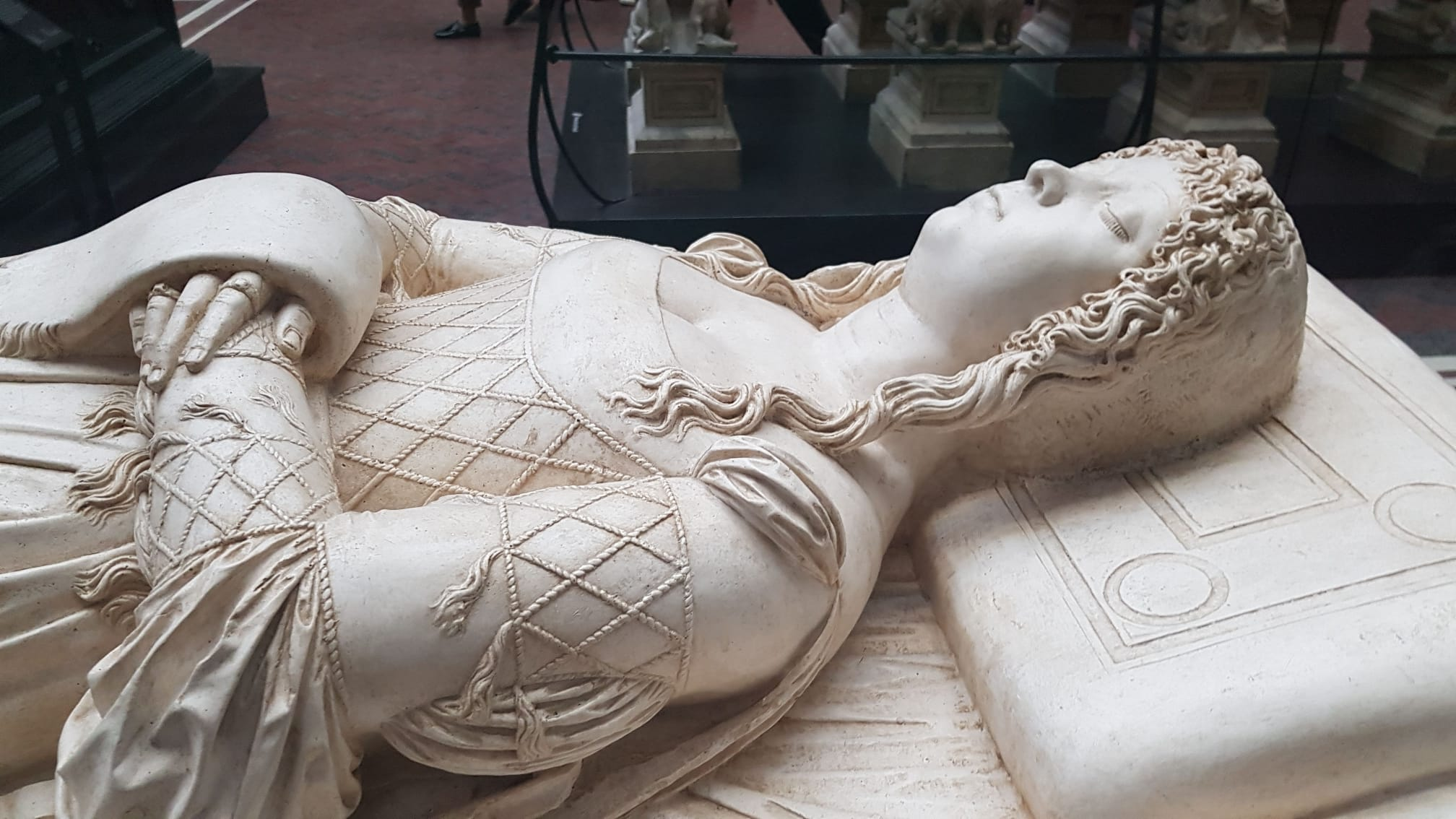
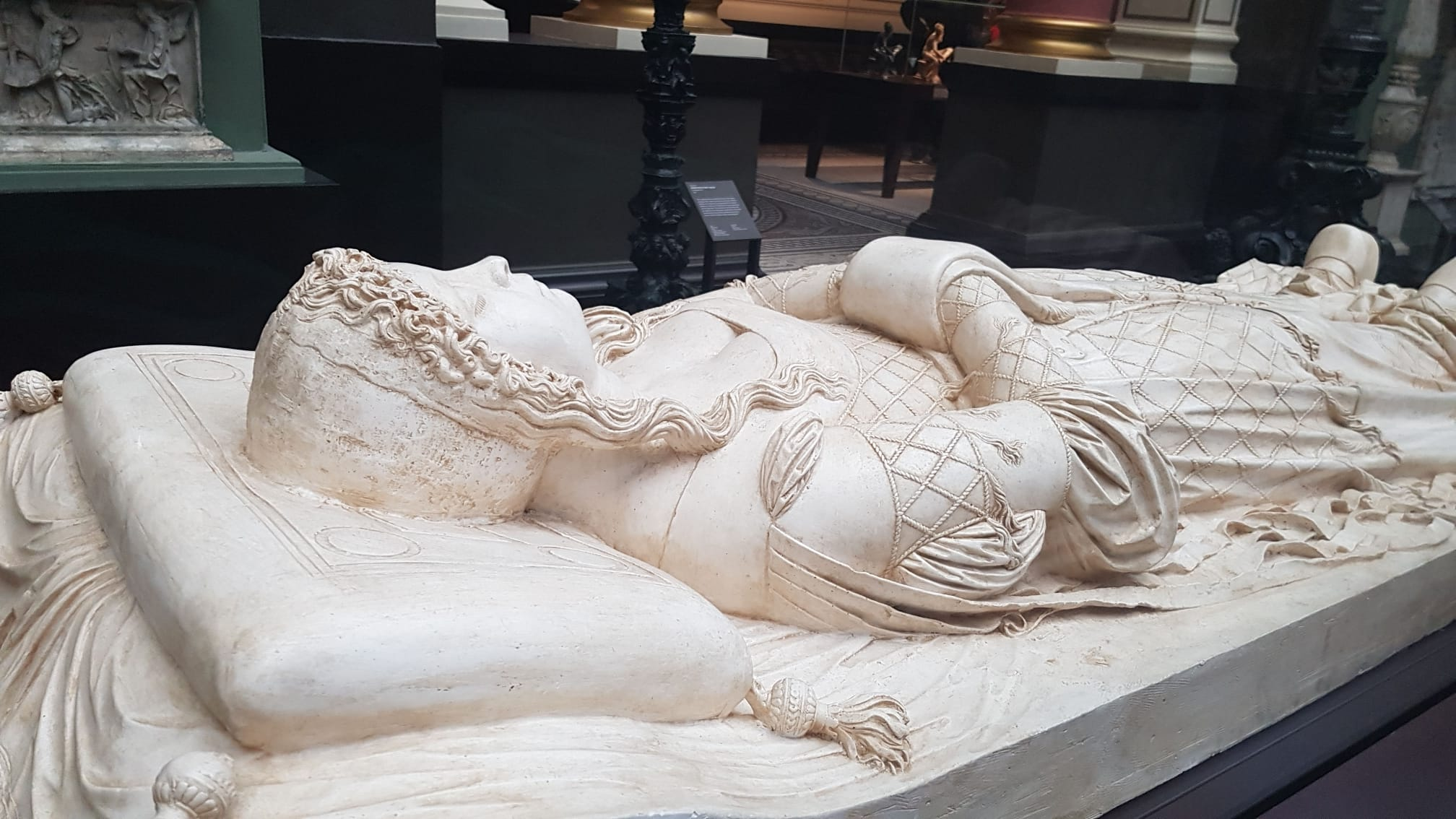
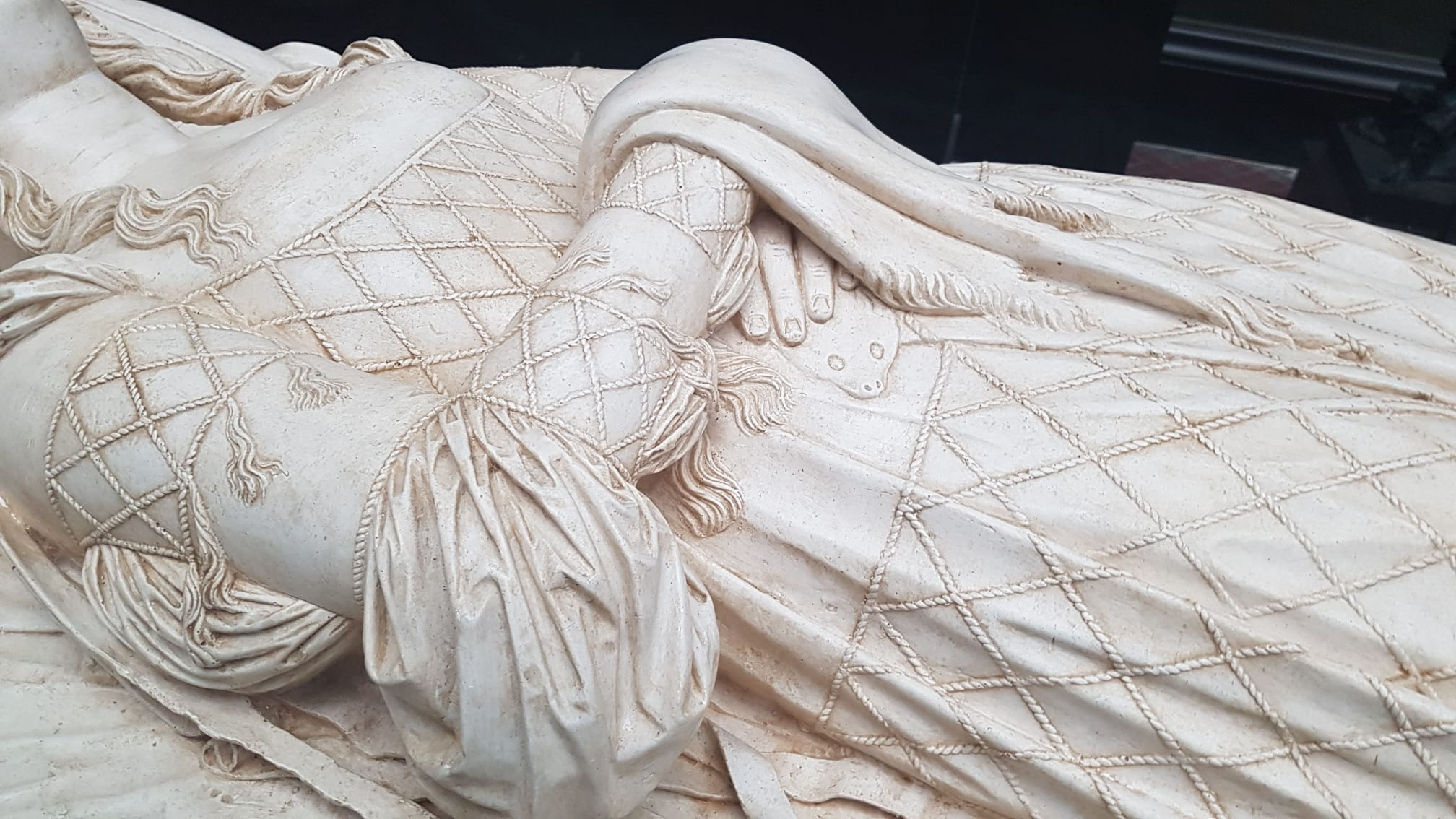
Dettaglio dei ricami romboidali e del manicotto di zibetto.
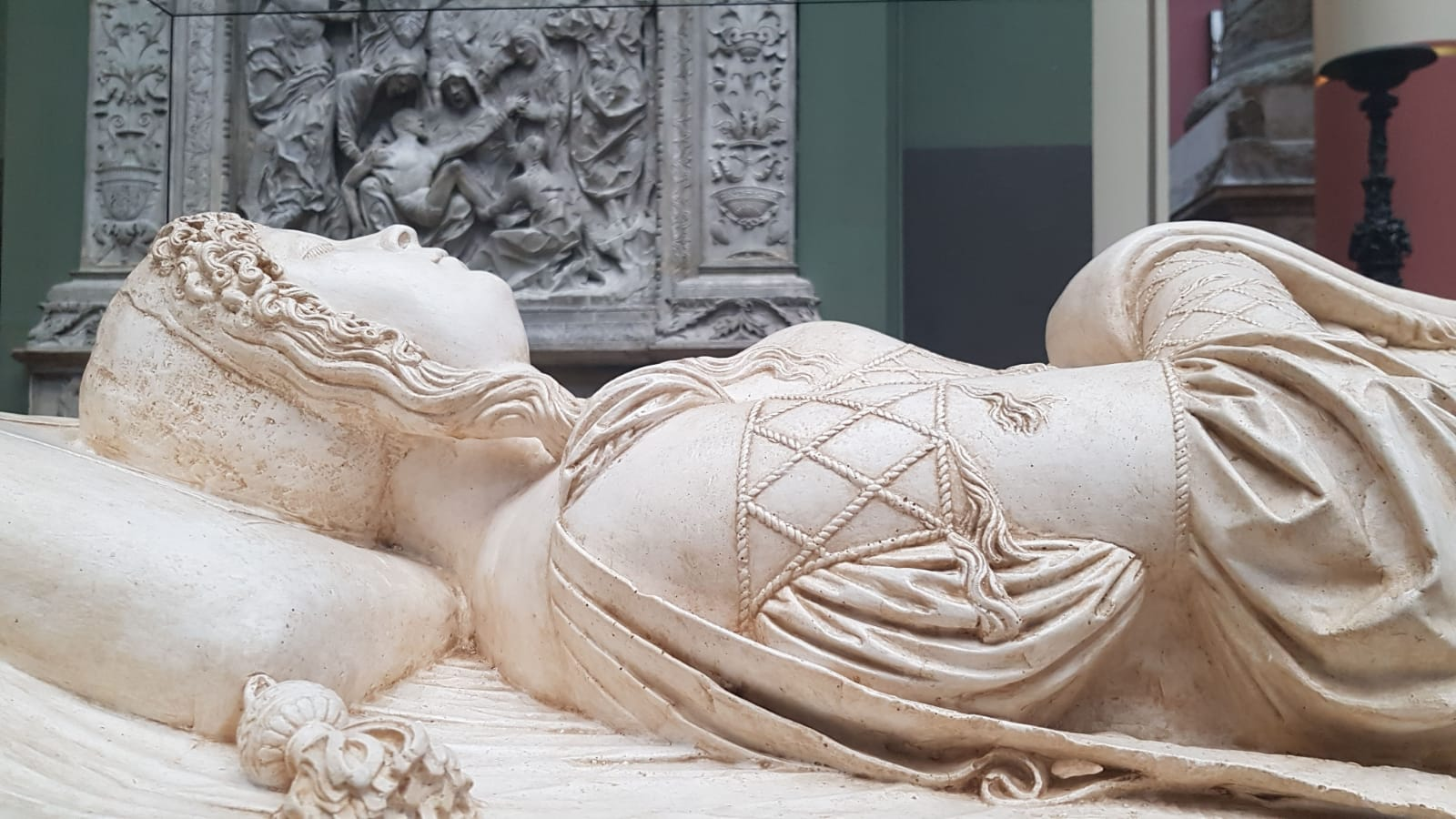
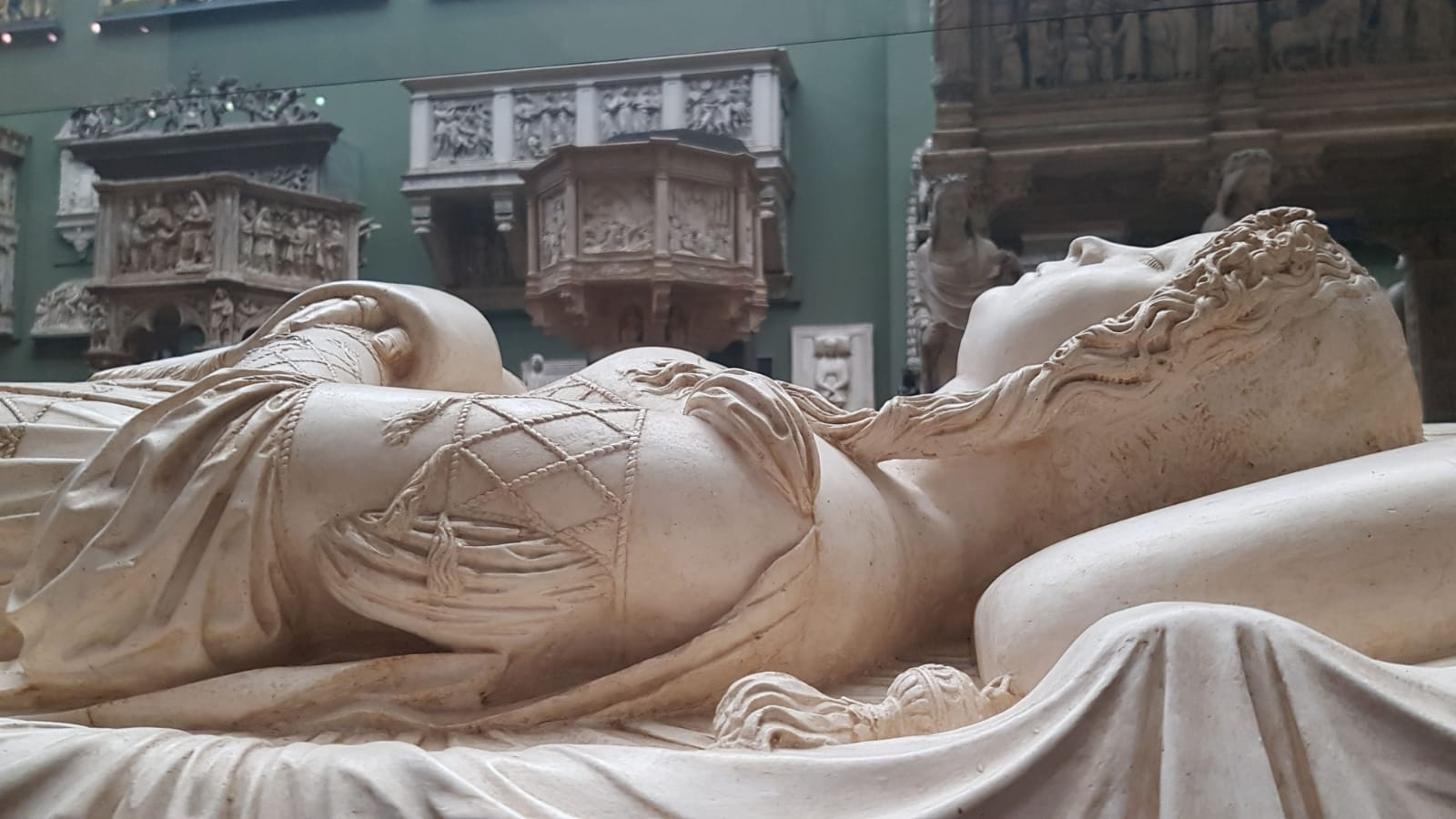
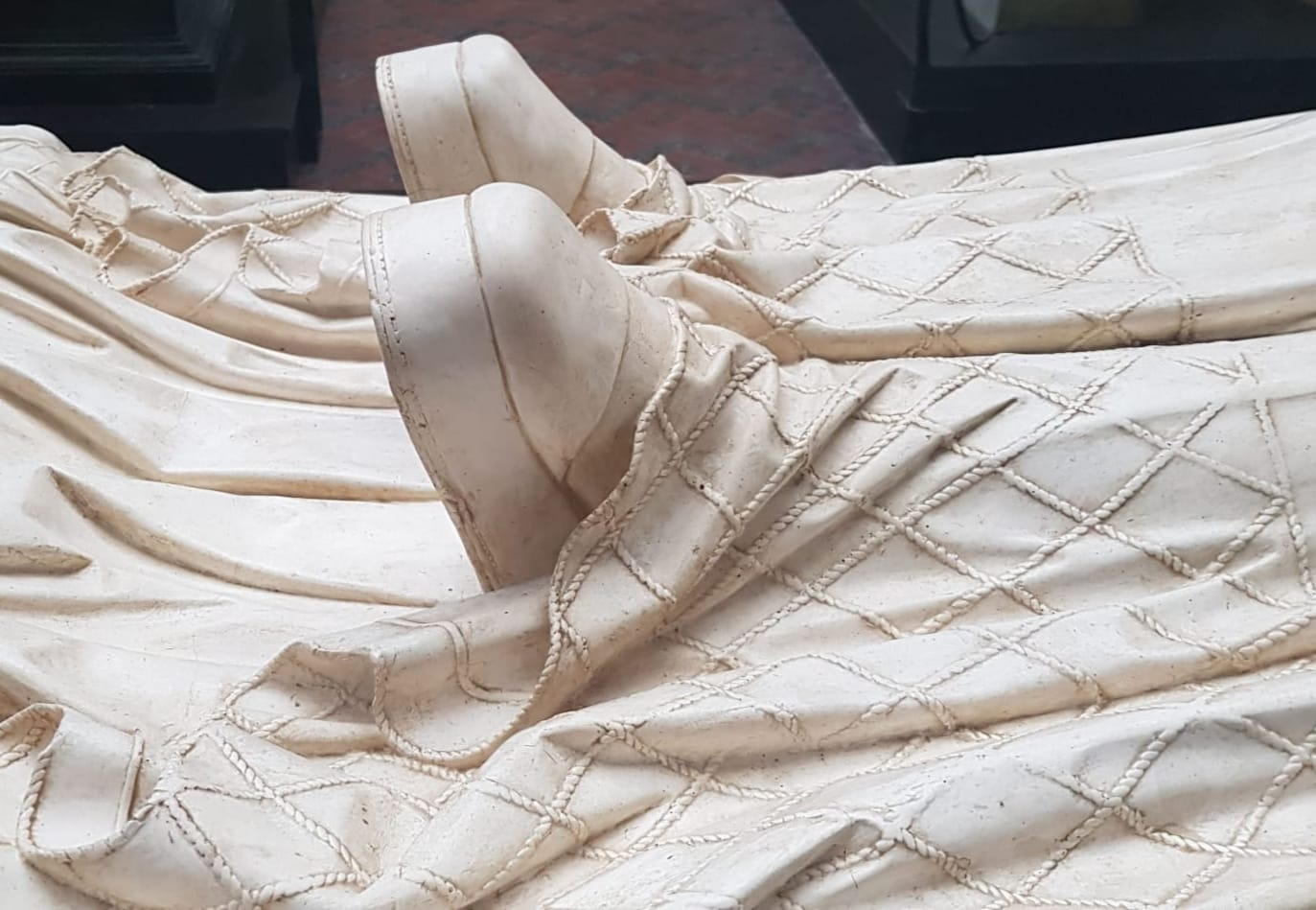
Dettaglio delle pianelle.
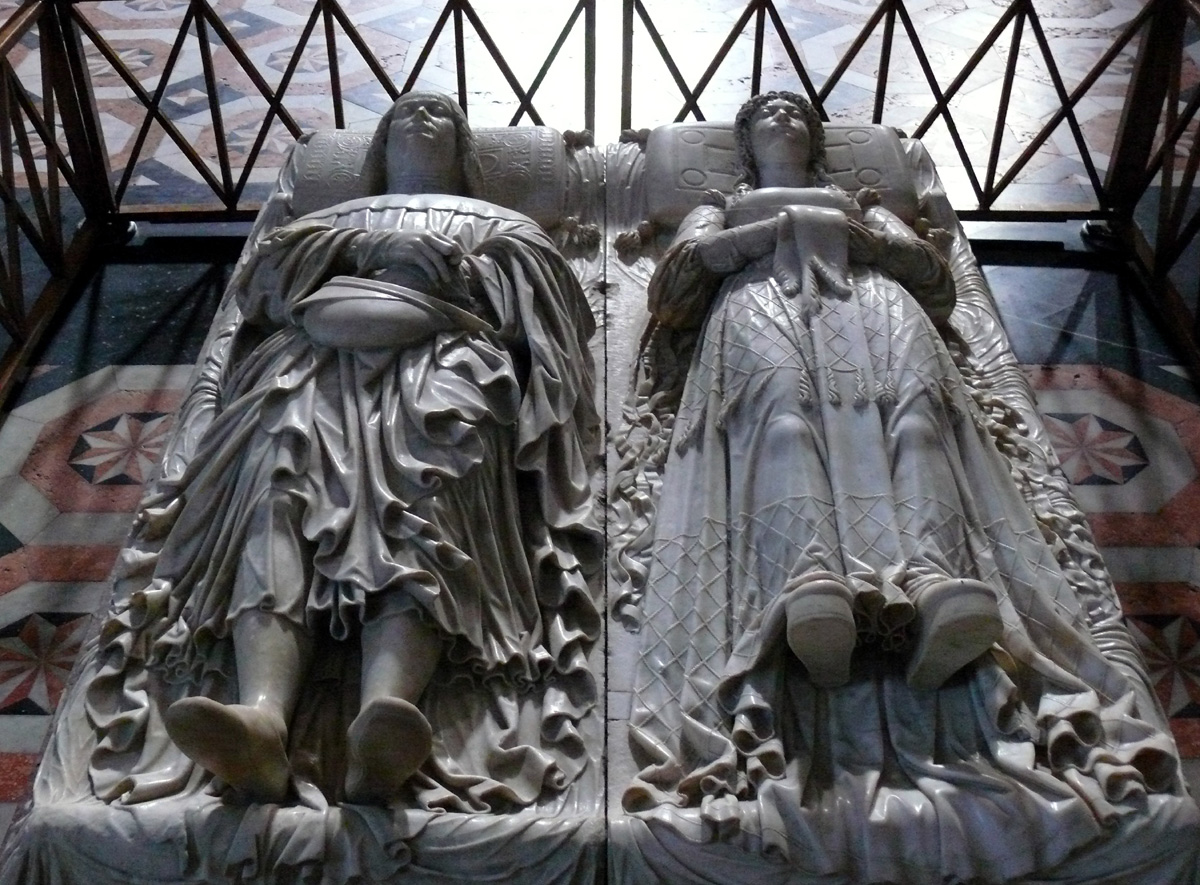